# Магал
Магал (или махал) — мелкая административная единица в странах мусульманского Востока, в Средние века и Новое время.  
Магал состоял из нескольких селений и их округов, по политическим, историческим, этнографическим или топографическим причинам имевших общие интересы, или отданных правителями в качестве наследственного или ленного владения мелким феодалам.
Сами магалы, в зависимости от региона и стран, могли также делиться на еще более мелкие административные единицы. Правители магалов назывались меликами или беками. В Сефевидском государстве многие магалы делились на нахиййе (округ из нескольких деревень), во главе которых были поставлены беки; сами нахийе делились на отдельные кенды (деревни, во главе с кендхудой — сельской старостой, основное занятие которых было земледелие) и оба (в основном кочевья, выделяемые кочевым племенам, во главе с наибами или юзбаши — сотниками). 
В Южном Дагестане в XIX веке и ранее, магал соответствовал российской волости. Магал состоял из нескольких селений, по историческим, этнографическим или топографическим причинам имевшим общие интересы. Одно из селений считалось главным, и к его начальству, наибу, обращались за решением разных общественных дел. Магалом также называли части больших селений, в частности, города Дербента. В каждом магале существовала мечеть, и в этом смысле это слово означало «приход».